# Бринк, Мария
Мария Бринк (англ. Maria Brink; 18 декабря 1977) — американская певица и автор песен. Известна как вокалистка американской метал-группы In This Moment.

## Биография
Мария Дайан Бринк родилась 18 декабря 1977 года в Скенектади (штат Нью-Йорк, США). В 1993 году, в 15-летнем возрасте, родила сына Дэвиона Бринка.
В 2005 году Бринк сформировала музыкальную метал-кор группу In This Moment.
Бринк была награждена в премии «Рок-богиня 2013 года» в 3-й ежегодной премии «Loudwire Music Awards», «Горячие девушки в метале» в 2010 году, и была признана журналом «Revolver Magazine» как одна из «25 самых сексуальных девушек в хард-роке и метале».
Является вегетарианкой, а также активной участницей кампании PETA.

## Дискография

### In This Moment

#### Альбомы
- Beautiful Tragedy (2007)
- The Dream (2008)
- A Star-Crossed Wasteland (2010)
- Blood (2012)
- Black Widow (2014)[9]
- Ritual (2017)
- Mother (2020)

### Гостевое участие
- «Here’s To Us (Guest Version)» — Halestorm[10]
- «Anywhere But Here» — Five Finger Death Punch
- «Big Mouth» — Red Dragon Cartel[11]
- «Contemptress» — Motionless in White
- «Gravity» — Papa Roach
- «Criminal Conversations» — P.O.D.
- «New Devil» — Asking Alexandria
- «I Refuse (2025 Version)» — Five Finger Death Punch